# Scandale du vol de signaux des Astros de Houston

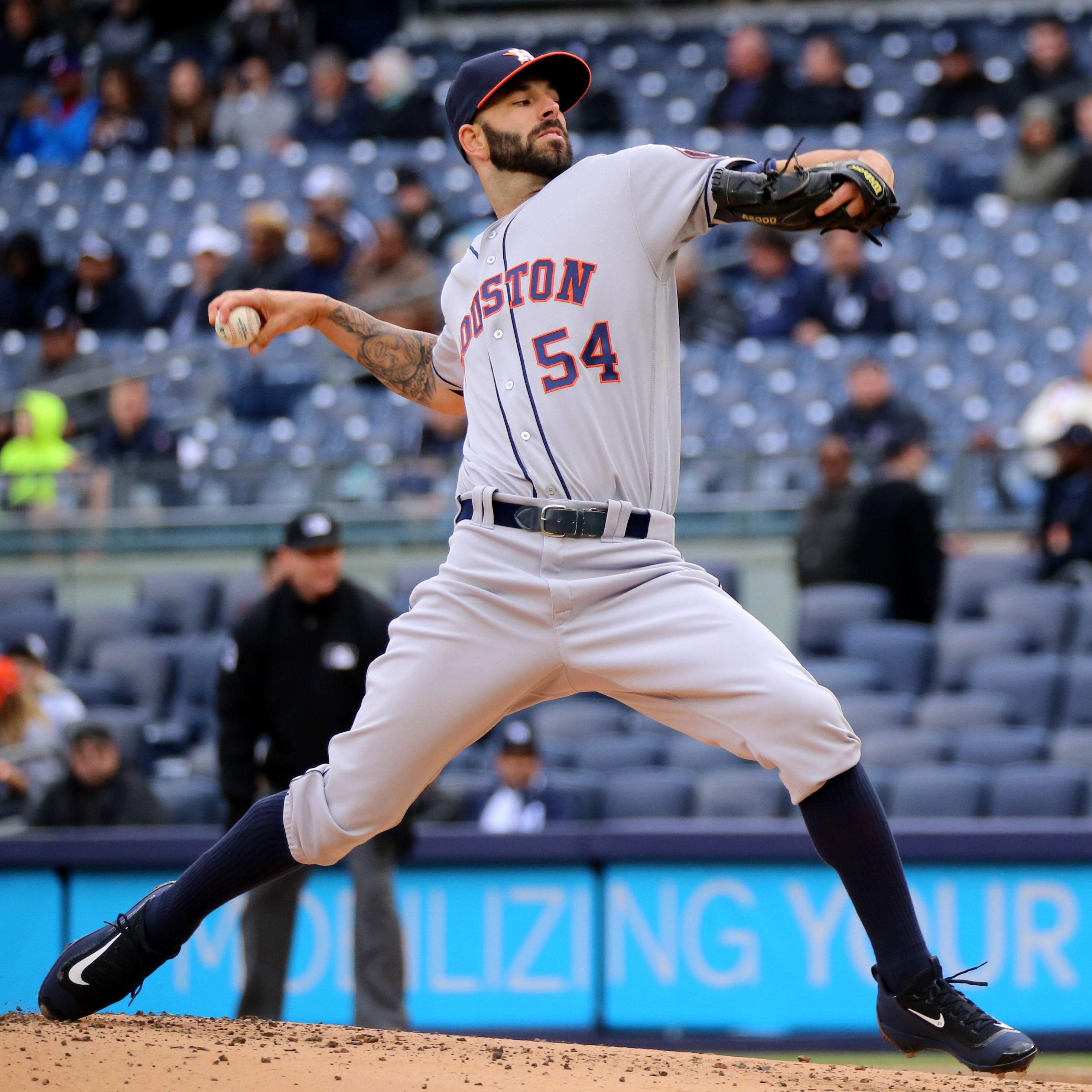
Mike Fiers, lanceur des Astros de Houston en 2017, révèle le système de tricherie de son équipe lors d'un entretien accordé au Athletic en novembre 2019.

Le scandale du vol de signaux des Astros de Houston est une affaire de tricherie sportive impliquant les Astros de Houston durant la saison 2017 de la Ligue majeure de baseball (MLB). Révélé par l'ancien lanceur des Astros Mike Fiers en novembre 2019, il met en lumière l'utilisation d'un système de caméras et d'avertissements sonores par les Astros, durant une saison marquée par leur accession aux séries éliminatoires et leur couronnement lors de la série mondiale 2017 pour la première fois de leur histoire.
Le vol de signaux au baseball est la communication, par l'équipe en attaque, des gestes de la main du receveur adverse transmis au lanceur. Ces gestes, ou « signaux », permettent au lanceur et au receveur en défense de se mettre d'accord sur le type de lancer à effectuer. Le joueur au bâton, informé secrètement du geste de l'équipe adverse, obtient un avantage certain, permettant d'anticiper le lancer et d'adapter sa frappe. Si le vol de signaux n'est pas formellement interdit par les instances du baseball majeur, il peut l'être dans certaines conditions, notamment s'il est organisé à l'aide de procédés mécaniques, automatiques ou électroniques.
À la suite des révélations de Mike Fiers et d'une enquête de la MLB, plusieurs suspensions et pénalités ont été prononcées : Jeff Luhnow, directeur-gérant  des Astros et A. J. Hinch, manager de l'équipe, ont été suspendus pour une année, et l'équipe a écopé d'une amende de 5 millions de dollars américains. Alex Cora, instructeur de l'équipe durant les faits et manager des Red Sox de Boston lorsque le scandale a éclaté, a quitté d'un commun accord la direction de cette dernière. Carlos Beltrán, joueur des Astros durant les faits, démissionne de son futur poste de manager des Mets de New York.